# Walther Reinhardt (Diplomat)
Walther Wilhelm August Ludwig Reinhardt, Pseudonyme Reinhard Weer und Lynkeus (* 21. Dezember 1887 in Frankfurt am Main; † 11. Dezember 1945 in Berlin) war ein deutscher Diplomat, Schriftsteller, Luftwaffenoffizier der Wehrmacht und Offizier der Abwehr.

## Leben

### Herkunft und Familie
Walther Reinhardt war ein Sohn des Professors Wilhelm Reinhardt (* 1859), welcher 1917 bei Verdun fiel, und von Sophie, geb. Roser. Am 10. Dezember 1921 heiratete Walter Reinhardt die Brasilianerin Ilse Pfeiffer (* 1901).

### Studium
Walther Reinhardt studierte in Marburg, Lausanne, Lyon und Heidelberg Rechtswissenschaft. Er schloss in Frankfurt am Main 1909 sein Referendariat ab und ging anschließend auf eine größere Auslandsreise.

### Erster Weltkrieg und Nachkriegszeit
Von 1914 bis 1918 kämpfte er im Ersten Weltkrieg und war 1916 bei der türkischen Division eingesetzt. Anschließend diente er als Stationsadjutant und stellvertretender Kreishauptmann u. a. in Białystok. Anfang November 1918 wurde er als Konsularangehöriger in Sankt Petersburg kurz inhaftiert. 1918 wurde er Regierungsassistent im Reichsamt des Innern, bevor er als Legationssekretär nach Dresden kam und in den diplomatischen Dienst eintrat.

### Auslandstätigkeiten
Es folgten seine diplomatischen und konsularischen Einsätze als Attaché und Sekretär an den Botschaften in Spa, Montevideo, Porto Alegre, Rio de Janeiro und Berlin. Von 1923 bis 1925 war er Vizekonsul in New York und Chicago. Ab 1926 war er als Gesandtschaftsrat im Riga und wurde zwei Jahre später Konsul in Seattle. In dieser Tätigkeit blieb er bis 1934. Es folgte sein Einsatz im Auswärtigem Amt. Ab 1937 war er für zwei Jahre Konsul in Liverpool. Zum 1. September 1939 trat er der NSDAP bei (Mitgliedsnummer 6.983.212). 1939 musste er Liverpool aufgrund eines Spionageverdachts verlassen. Dieser Sachverhalt war aber bei seiner Verurteilung 1945 den sowjetischen Anklägern nicht bekannt.

### Tätigkeiten in der Wehrmacht
Ab 1939 war er als Major der Luftwaffe in der Wehrmacht tätig und wurde erst als Verbindungsoffizier zum Auswärtigem Amt eingesetzt. 1941/42 war er in Casablanca Mitglied der Kommission zur Überwachung der französischen Armee in Afrika. 1942 wurde er Abwehroffizier in der Wehrmacht und bis 1943 Vertreter des Auswärtigen Amts beim Stab für den Süd-Osten. Ab 1943 war er Abteilungsleiter für Angelegenheiten britischen, amerikanischer und französischer Kriegsgefangenenlager in Deutschland.

### Autorentätigkeiten
Sowohl unter seinem richtigen Namen als auch unter den Pseudonymen Reinhard Weer und Lynkeus veröffentlichte er ab 1917 unterschiedliche Schriften und Beiträge, u. a. in Tageszeitungen. Für die Frankfurter Zeitung schrieb er zahlreiche Leitartikel.
Die 1931 von ihm veröffentlichte Biografie von George Washington war die erste in deutscher Sprache. 1932 erhielt er den Ralph Beaver Strassburger Preis.

### Verurteilung als Kriegsverbrecher 1945
Kurz nach dem Krieg wurde Reinhardt am 19. Juni 1945 durch den sowjetischen Geheimdienst aufgrund des Verdachts, dass er in sowjetisches Gebiet eingedrungen sei, in seiner Wohnung in Berlin-Charlottenburg festgenommen. Bei einer Vernehmung in der Nacht vom 17. auf den 18. September 1945 nannte Reinhardt Namen, u. a. der bereits verhafteten Wilhelm Bisse und Hans Moraht. Für eine Verurteilung Reinhardts konnte die russische Anklage wenig Belastendes zusammentragen. Seine im Prozess getätigten Aussagen lassen auch kein Schuldeingeständnis erkennen, er trat sogar entschieden dem Vorwurf der Spionage entgegen. Obwohl der Spionagevorwurf bestand, wurde er letztendlich nach Art. 58-2 StGB des RSFSR vom SMT der Garnison Berlin in Berlin-Lichtenberg als „Kriegsverbrecher“ zum Tode verurteilt. Als promovierter Jurist, langjähriger Diplomat und Russland-Kenner konnte er sich den Anklägern recht souverän erwehren. Er wurde auch über die Zeit als deutscher Konsul in Seattle von 1928 bis 1934 befragt, obwohl zu diesem Zeitpunkt noch gar keine nationalsozialistische Regierung an der Macht war. Den sowjetischen Anklägern war nicht bekannt, dass Reinhardt ab 1942 Abwehroffizier der Wehrmacht war. Am 20. Oktober 1945 wurde er schuldig gesprochen. Die Begründung lautete, dass er in verantwortungsvollen Posten im Auswärtigen Amt und durch seine praktische Tätigkeit beim Krieg gegen die Sowjetunion beteiligt war. Obwohl Reinhardt nie gegen die Sowjetunion tätig war, da er in der Wehrmacht an anderen Fronten tätig gewesen war, wurde der Art. 52-8 StGB des RSFSR angesetzt.
Am 11. Dezember 1945 wurde in Berlin das Todesurteil vollstreckt.
Am 18. Dezember 2011 wurde seine Rehabilitierung durch die Hauptmilitärstaatsanwaltschaft der Russischen Föderation (Glawnaja Wojennaja Prokuratura – GWP) abgelehnt.

## Werke (Auswahl)
- Sechs Monate Westfront: Feldzugserlebnisse eines Artillerie-Offiziers in Belgien, Flandern und der Champagne. 1915, 3. Auflage.
- In der Picardie–Bilder aus dem Stellungskrieg im Westen. Mittler, 1917, 3. Auflage.
- als Reinhard Weer: Richthofen. In: Norddeutsche Allgemeine Zeitung, Nr. 209, 25, April 1918.
- Querweltein–Reiseeindrücke eines deutschen Diplomaten nach dem Kriege. Mittler und Sohn, 1925.
- als Reinhard Weer: Amerikanerinnen. In: Westermanns Monatshefte, Band 138, 1925, S. 565 ff.
- George Washington: Die Geschichte eine Staatengründung. Societäts-Verlag, Frankfurt, 1931.
- Die Vereinigten Staaten am Stillen Ozean. Stilke, 1936.
- Schwalb fliegt nach Italien. Universitas, 1937.
- Liebe im fernen Westen. Eden-Verlag, 1941.